# Botanická zahrada (Brusel)

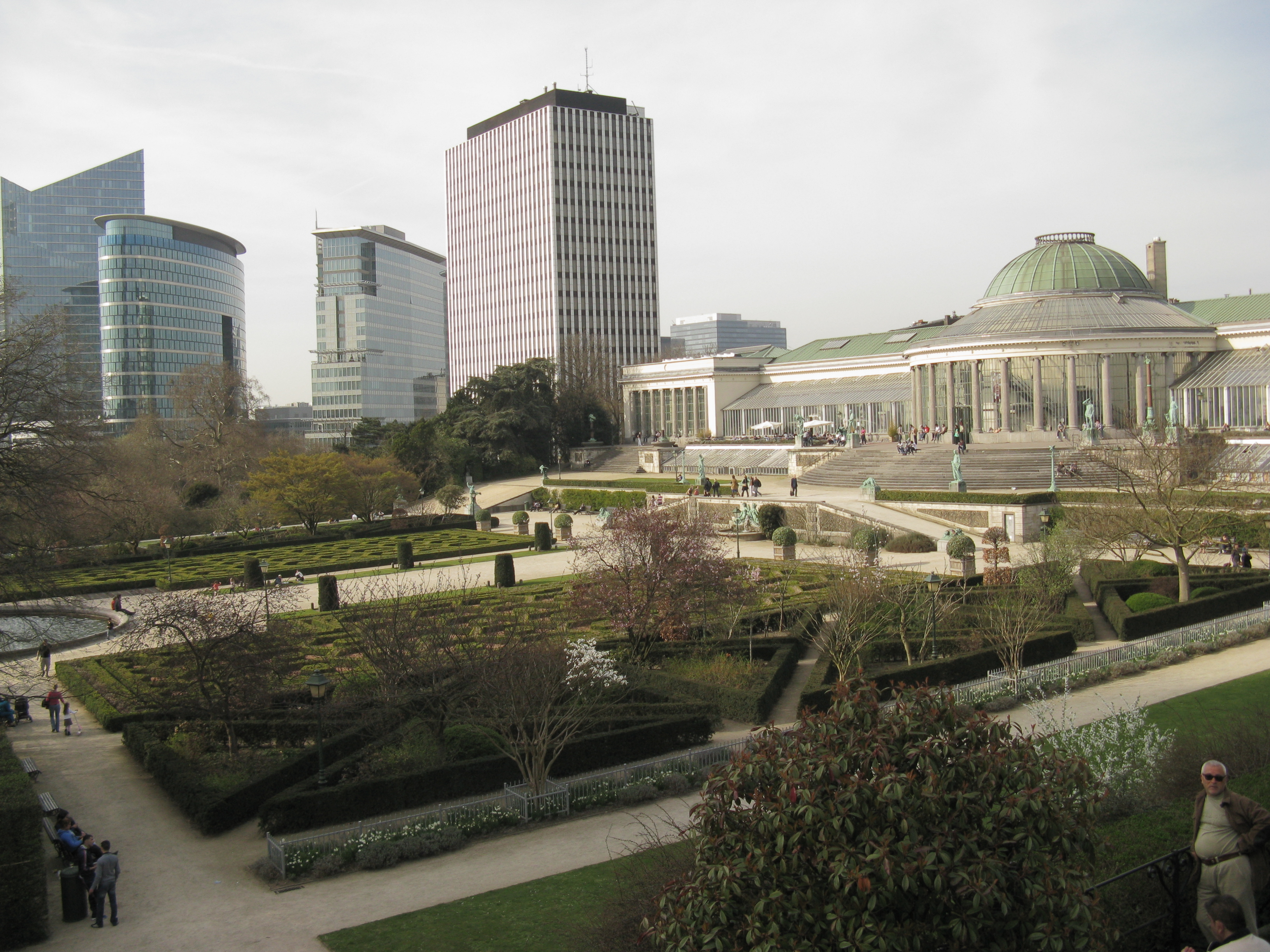
Pohled na areál bývalé zahrady

Botanická zahrada se nachází v centru města Bruselu na rozhraní historického jádra belgické metropole a Schaerbeeku. Její adresa je situována na ulici Rue Royale.
Zahrada byla založena v roce 1826 a vznikla podle návrhu architekta Tilmana-François Suyse. Její hlavní oranžérie má podobu paláce s dvěma křídly a centrálním kruhovým prostorem.
Zahradě se finančně v prvních desetiletích provozu nedařilo. Poté, co původní provozovatel musel omezit vědecký výzkum a zahájit řadu komerčních aktivit naléhal na belgickou vládu, aby zahradě pomohla. Finančně problematická se stala 40. léta 19. století. Teprve až roku 1870 ji odkoupil belgický stát a celý objekt zmodernizoval. Vznikly tak různé fontány, elektrické osvětlení a zahradu doplnily různé sochy. Celkem jich mezi lety 1894 a 1898 přibylo 52. Na jejich vzniku se podílelo 43 sochařů.
Roku 1938 byla většina rostlin přenesena do nově vzniklé Národní botanické zahrady v Meise, která se nachází na okraji metropole. Původní zahrada je nicméně dnes historickou památkou s dochovaným parkem. A to i přesto, že pod zahradou prochází železniční tunel, metro i tunel městského silničního okruhu. Dodnes se dochovala rozsáhlá kolekce velmi starých stromů v původním parku. Původní prostory oranžerie slouží dnes jako kulturní centrum s názvem Le Botanique.